# Discografia d'U2

## Àlbums d'estudi
| Àlbum                                                                           | Data de llançament    | Llista de cançons | Vendes mundials |
| ------------------------------------------------------------------------------- | --------------------- | --- | --------------- |
| Boy                                                                             | 20 d'octubre, 1980    | 1. "I Will Follow" 2. "Twilight" 3. "An Cat Dubh" 4. "Into the Heart" 5. "Out of Control" 6. "Stories for Boys" 7. "The Ocean" 8. "A Day Without Me" 9. "Another Time, Another Place" 10. "The Electric Co." 11. "Shadows and Tall Trees" 12. "Fire (instrumental)" | 4 milions       |
| October                                                                         | 16 d'octubre, 1981    | 1. "Gloria" 2. "I Fall Down" 3. "I Threw a Brick Through a Window" 4. "Rejoice" 5. "Fire" 6. "Tomorrow" 7. "October" 8. "With a Shout" 9. "Stranger in a Strange Land" 10. "Scarlet" 11. "Is That All?" | 4 milions       |
| War                                                                             | 28 de febrer, 1983    | 1. "Sunday Bloody Sunday" 2. "Seconds" 3. "New Year's Day" 4. "Like a Song" 5. "Drowning Man" 6. "The Refugee" 7. "Two Hearts Beat as One" 8. "Red Light" 9. "Surrender" 10. "40" | 9.5 milions     |
| The Unforgettable Fire                                                          | 1 d'octubre, 1984     | 1. "A Sort of Homecoming" 2. "Pride (In the Name of Love)" 3. "Wire" 4. "The Unforgettable Fire" 5. "Promenade" 6. "4th of July" 7. "Bad" 8. "Indian Summer Sky" 9. "Elvis Presley and America" 10. "MLK" | 8 milions       |
| The Joshua Tree                                                                 | 9 de març, 1987       | 1. "Where the Streets Have No Name" 2. "I Still Haven't Found What I'm Looking For" 3. "With or Without You" 4. "Bullet the Blue Sky" 5. "Running to Stand Still" 6. "Red Hill Mining Town" 7. "In God's Country" 8. "Trip Through Your Wires" 9. "One Tree Hill" 10. "Exist" 11. "Mothers of the Disappeared" | 28 milions      |
| Rattle and Hum                                                                  | 10 d'octubre, 1988    | 1. "Helter Skelter" (en viu) 2. "Van Diemen's Land" 3. "Desire" 4. "Hawkmoon 269" 5. "All Along the Watchtower" (en viu) 6. "I Still Haven't Found What I'm Looking For" (en viu) 7. "Freedom for My People" 8. "Silver and Gold" (en viu) 9. "Pride (In the Name of Love)" (en viu) 10. "Angel of Harlem" 11. "Love Rescue Me" 12. "When Love Comes to Town" 13. "Heartland" 14. "God Part II" 15. "The Star-Spangled Banner" 16. "Bullet the Blue Sky" (en viu) 17. "All I Want Is You" | 14 milions      |
| Achtung Baby                                                                    | 19 de novembre, 1991  | 1. "Zoo Station" 2. "Even Better Than the Real Thing" 3. "One" 4. "Until the End of the World" 5. "Who's Gonna Ride Your Wild Horses" 6. "So Cruel" 7. "The Fly" 8. "Mysterious Ways" 9. "Tryin' to Throw Your Arms Around the World" 10. "Ultra Violet (Light My Way)" 11. "Acrobat" 12. "Love Is Blindness" | 18 milions      |
| Zooropa                                                                         | 6 de juliol, 1993     | 1. "Zooropa" 2. "Babyface" 3. "Numb" 4. "Lemon" 5. "Stay (Faraway, So Close!)" 6. "Daddy's Gonna Pay For Your Crashed Car" 7. "Some Days Are Better Than Others" 8. "The First Time" 9. "Dirty Day" 10. "The Wanderer" | 8 milions       |
| Original Soundtracks 1 (projecte paral·lel sota el pseudònim de The Passengers) | 6 de novembre, 1995   | 1. "United Colours" 2. "Slug" 3. "Your Blue Room" 4. "Always Forever Now" 5. "A Different Kind of Blue" 6. "Beach Sequence" 7. "Miss Sarajevo" 8. "Ito Okashi" 9. "One Minute Warning" 10. "Corpse (These Chains Are Way Too Long)" 11. "Elvis Ate America" 12. "Plot 180" 13. "Theme from The Swan" 14. "Theme from Let's Go Native" |                 |
| Pop                                                                             | 3 de març, 1997       | 1. "Discothèque" 2. "Do You Feel Loved" 3. "Mofo" 4. "If God Will Send His Angels" 5. "Staring at the Sun" 6. "Last Night on Earth" 7. "Gone" 8. "Miami" 9. "The Playboy Mansion" 10. "If You Wear That Velvet Dress" 11. "Please" 12. "Wake Up Dead Man" | 7 milions       |
| All That You Can't Leave Behind                                                 | 30 d'octubre, 2000    | 1. "Beautiful Day" 2. "Stuck in a Moment You Can't Get Out Of" 3. "Elevation" 4. "Walk On" 5. "Kite" 6. "In a Little While" 7. "Wild Honey" 8. "Peace on Earth" 9. "When I Look at the World" 10. "New York" 11. "Grace" | 12 milions      |
| How to Dismantle an Atomic Bomb                                                 | 19 de novembre, 2004  | 1. "Vertigo" 2. "Miracle Drug" 3. "Sometimes You Can't Make It on Your Own" 4. "Love and Peace or Else" 5. "City of Blinding Lights" 6. "All Because of You" 7. "A Man and a Woman" 8. "Crumbs from Your Table" 9. "One Step Closer" 10. "Original of the Species" 11. "Yahweh" | 10 milions      |
| No line on the horizon                                                          | 27 de febrer, 2009    | 1. "No Line on the Horizon" 2. "Magnificent" 3. "Moment of Surrender" 4. "Unknown Caller" 5. "I'll Go Crazy If I Don't Go Crazy Tonight" 6. "Get on Your Boots" 7. "Stand Up Comedy" 8. "Fez – Being Born" 9. "White as Snow " 10. "Breathe" 11. "Cedars of Lebanon" |                 |
| Songs of Innocence                                                              | 9 de setembre de 2014 | |                 |